# أولي جونسون (لاعب كرة سلة مواليد 1949)
أولي جونسون (بالإنجليزية: Ollie Johnson)‏ مواليد 11 مايو 1949 في فيلادلفيا، هو لاعب كرة سلة أمريكي سابق. بدأ مسيرته الاحترافية في سنة 1972. تم اختياره من قبل فريق بورتلاند ترايل بلايزرز خلال الدرافت. يبلغ طوله 6 قدم 6 بوصة (2.0 م). اعتزل اللعب في 1987. أحرز خلال مسيرته في الإن بي إيه 5341 نقطة بمعدل 7.7 نقاط في المباراة الواحدة.

## المسيرة الاحترافية
لعب مع بورتلاند ترايل بلايزرز من سنة 1972 إلى 1974، ثم لعب مع يوتا جاز في موسم 1974–1975، ثم لعب مع سكرامنتو كينغز في سنة 1977، ثم لعب مع أتلانتا هوكس في موسم 1977–1978، ثم لعب مع شيكاغو بولز من سنة 1978 إلى 1980، ثم لعب مع فيلادلفيا سفنتي سيكسرز من سنة 1980 إلى 1982، ثم لعب مع سيدني كينجز في الدوري الأسترالي في موسم 1986–1987.

## روابط خارجية
- أولي جونسون على موقع إن بي أي (الإنجليزية)
- أولي جونسون على موقع سبورتس رفرنس (الإنجليزية)
- أولي جونسون على موقع كلية كرة السلة في سبورتس رفرنس.كوم (الإنجليزية)
- أولي جونسون على موقع ريلجم (الإنجليزية)